# Понор

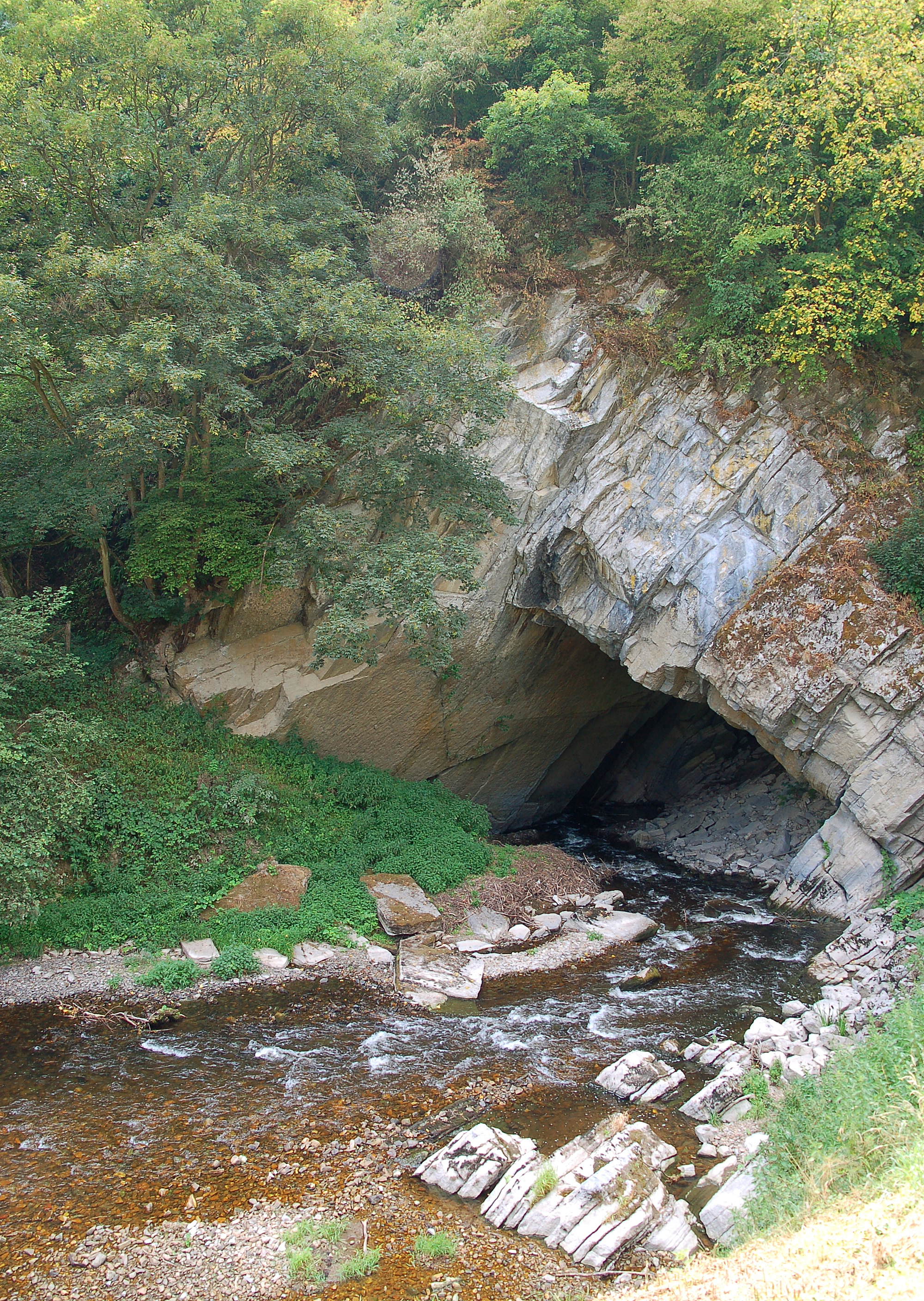
Понор, поглощающий реку Лес. Пещера Ан-сюр-Лес, Бельгия

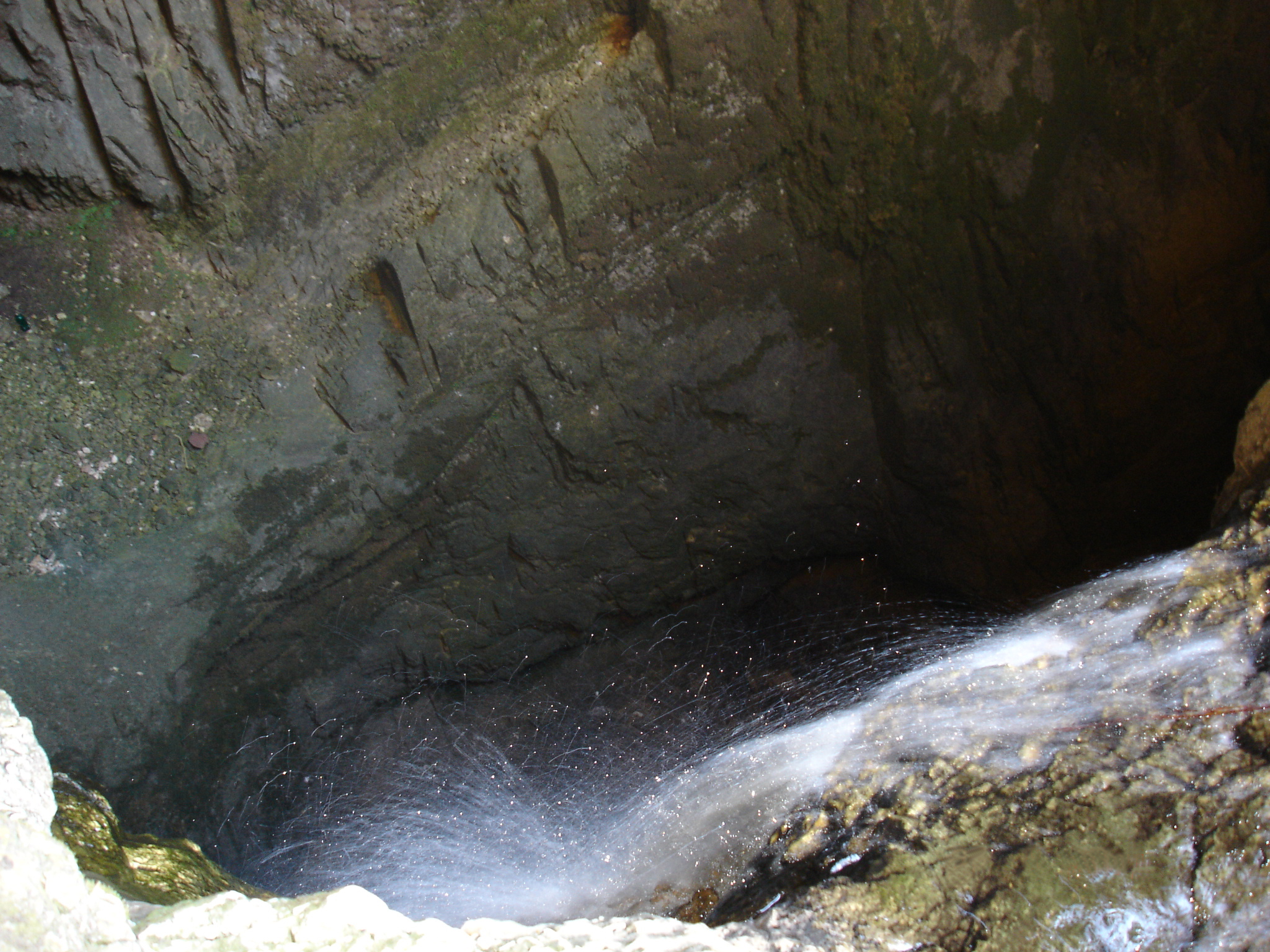
Понор — вход в пещеру Câmpeneasca, недалеко от города Вашкэу, Румыния

По́но́р (серб. понор / ponor, хорв. ponor — «пропасть»), катавотра (греч. καταβόθρα) — отверстие в горной породе, поглощающее постоянный или временный водоток, а также карстовая воронка с таким отверстием. Распространённая форма рельефа во многих карстовых районах мира. Вход в значительную часть крупных пещер является понором. В настоящее время, когда большинство открытых входов в пещеры давно найдено, именно раскопки замытых рыхлыми отложениями поноров позволяют спелеологам открывать новые пещеры.